# Pavel Cebanu
Pavel Cebanu (Renyi, 1955. március 28. –) moldáv labdarúgó, középpályás, 1997-től a Moldáv labdarúgó-szövetség elnöke.

## Pályafutása
Egész karrierjét a chișinăui Nistru Chișinău csapatánál töltötte, 1972-től 1986-ig volt a klub játékosa. A csapat színeiben Cebanu 341 bajnoki mérkőzést játszott a szovjet első osztályban, ez idő alatt 45 gólt lőtt. A szovjet válogatottban nem játszott.
1990-től edzőként dolgozott, előbb korábbi csapatánál, az FC Zimbru Nistrunál volt edző 1991-ig, majd alsóbb osztályú csapatoknál, illetve Romániában tevékenykedett. 1997. február 1-jén a Moldáv labdarúgó-szövetség elnöke lett. 2003 novemberében az UEFA jubileumi ünnepségén a moldáv labdarúgás történetének kiemelkedő játékosának választották.

## Díjai, kitüntetései
- A moldáv labdarúgás kiemelkedő alakja[4]
- „Om Emerit” (2007)[4]
- „Gloria Muncii” rendfokozat (2000)[4]
- „Becsületrend” (2010)[4]
- A moldovai ortodox egyház rendje (2010)[4]
- „Köztársasági Rend” (2015)[5]